# Alameda de Osuna
Az Alameda de Osuna ("Osuna-piac") Madrid egy negyede (barrio) Barajas kerületben.

## Földrajza
A negyed a repülőtértől elválasztó Avenida de la Hispanidad és a Calle de Alcalá között helyezkedik el. Ennek megfelelően északkeletről, ez Embajada zónájától délnyugat felé terjed.
42 utcája van. Legfontosabb átlós útja a Calle Carabela, mely összeköti az Avenida de la Hispanidad autóutat a negyed vegyes közlekedésű főútjával a Paseo de la Alameda de Osuna főúttal.

## Története

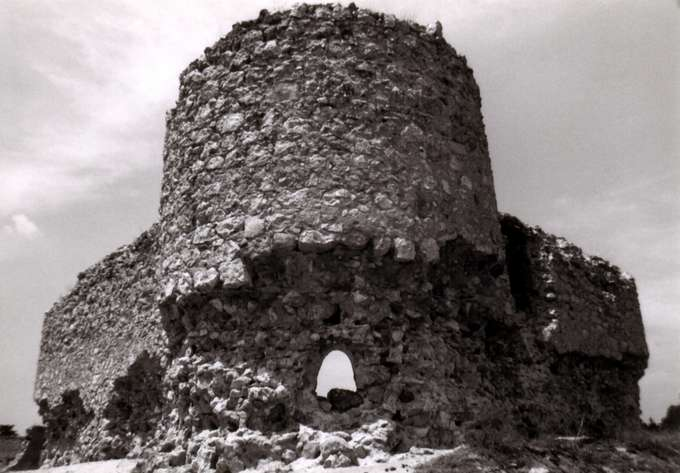
A régi Zapata-kastély romjai

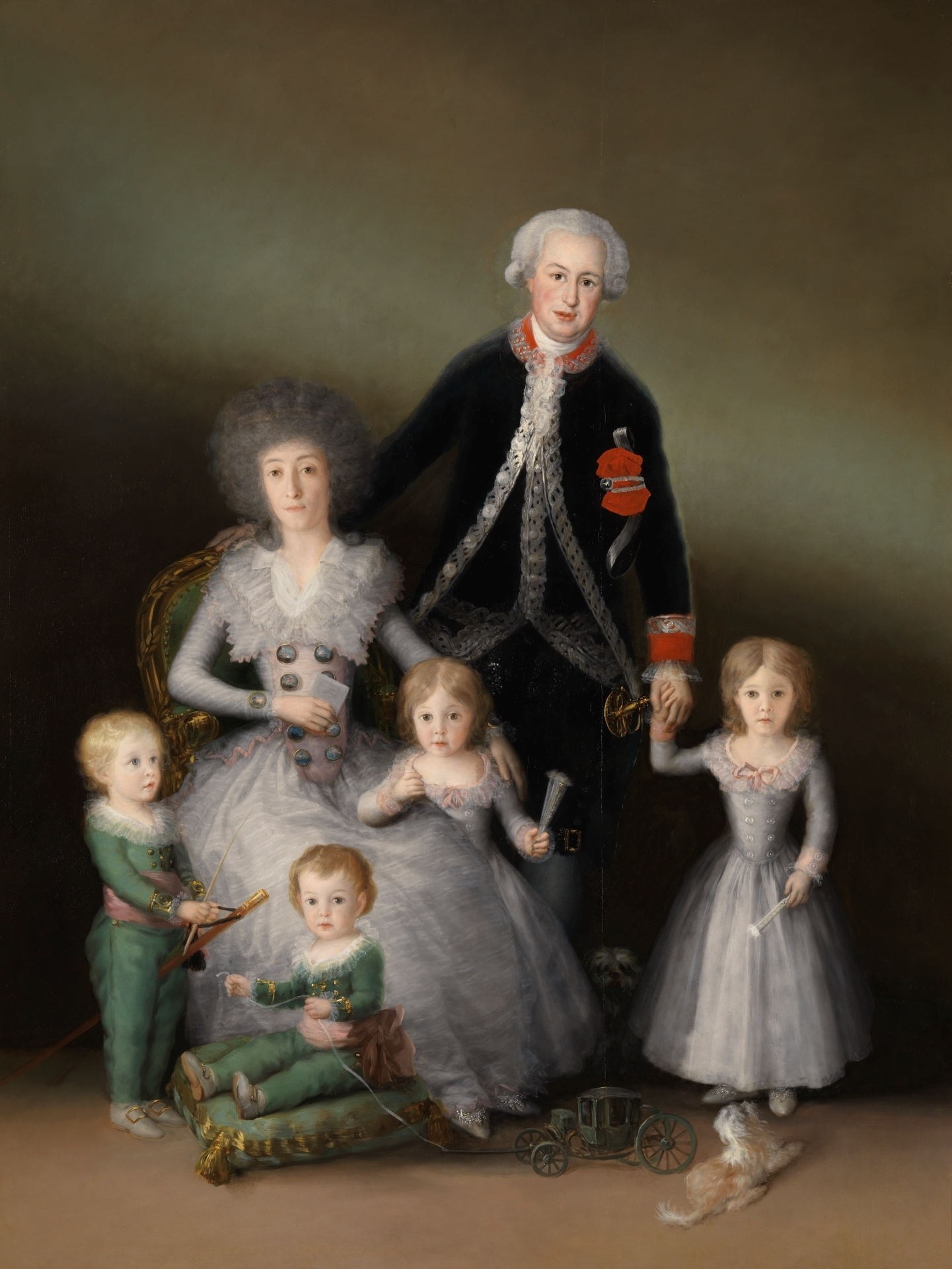
Los Duques de Osuna y sus hijos (Az Osunai grófi pár és gyermekeik), Francisco de Goya festménye

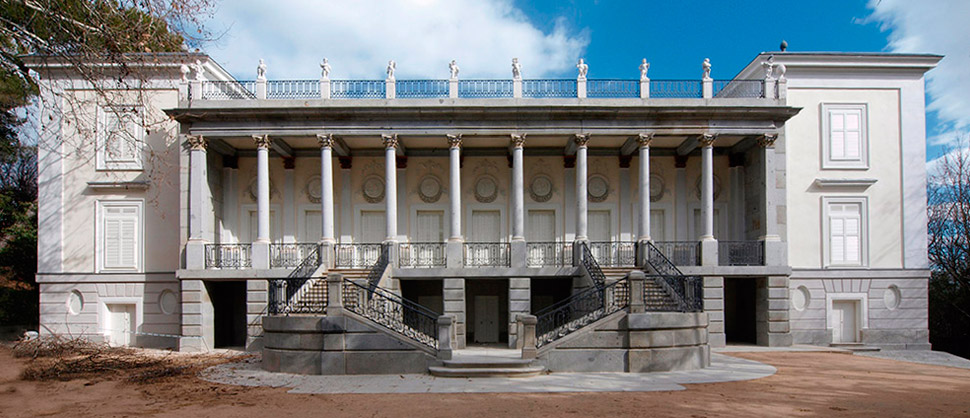
Az Osunai grófi család kastélya

E terület - mely a Jarama folyótól nyugata, és a Rejas-patak forrástól északra fekszik - XV. század előtti történetéről csak szórványos információk vannak, ekkor kapta először a Zapata család és épített rajta kastélyt, a XVIII. században került Osuna város grófi családjának birtokába, akik elkezdték létrehozni a mai napig Madrid egyik legszebb parkjának tartott El Capricho parkot.
A XX-XXI. században először a francói diktatúra "nagy-madridosítás" során a terület közigazgatásilag többször is ingott. A francói idők elmúlása után a polgári repülés erős növekedése viszont logikussá tette, hogy Barajas önálló kerület, azon belül Alameda önálló negyed legyen. 2006-ra pedig az 5-ös metró vonalának meghosszabbításával a negyedben központjáig 2 metrómegálló is létesült.

## Zöldterületek
Az Alameda de Osuna híresen zöld negyed. A 2 legfontosabb park az alábbiak a környéken:
- El Capricho. Alameda közel 2 évszázados híres, saját parkja. Ma is az egyik legszebbnek tartják Madridban.
- János Károly park, Madrid második legnagyobb parkja Alameda mellett, amely irányból a fő bejáratai vannak. Éjjel zárva van.

## Városi központok
- Kalkuttai Teréz Kulturális Központ, a Plaza del Navío-n van.
- Gloria Fuertes Szociokulturális Központ ifjúsági könyvtárral, 2005-ben már 3.061 m² területen állt az Avenida de Logroño 179-en, a nyugati határfőúton.